# De Vlaamse Leeuw
El Vlaamse Leeuw (es. El León Flamenco) es el himno de Flandes, que es una región de Bélgica.

## Letra
Por lo general, solo se cantan el primer y segundo versos.

### Letra enneerlandésy adopción eninglés
| Versión oficial en neerlandés (dialecto flamenco) | Adopción en inglés |
| Zij zullen hem niet temmen, de fiere Vlaamse Leeuw, Al dreigen zij zijn vrijheid met kluisters en geschreeuw. Zij zullen hem niet temmen, zolang een Vlaming leeft, Zolang de Leeuw kan klauwen, zolang hij tanden heeft. Refrein: Zij zullen hem niet temmen, zolang een Vlaming leeft, 𝄆 Zolang de Leeuw kan klauwen, zolang hij tanden heeft. 𝄇 De tijd verslindt de steden, geen tronen blijven staan: De legerbenden sneven, een volk zal nooit vergaan. De vijand trekt te velde, omringd van doodsgevaar. Wij lachen met zijn woede, de Vlaamse Leeuw is daar! Refrein Hij strijdt nu duizend jaren voor vrijheid, land en God; En nog zijn zijne krachten in al haar jeugdgenot. Als zij hem machteloos denken en tergen met een schop, Dan richt hij zich bedreigend en vrees'lijk voor hen op. Refrein Wee hem, de onbezonnen', die vals en vol verraad, De Vlaamse Leeuw komt strelen en trouweloos hem slaat. Geen enkle handbeweging die hij uit 't oog verliest: En voelt hij zich getroffen, hij stelt zijn maan en briest. Refrein Het wraaksein is gegeven, hij is hun tergen moe; Met vuur in't oog, met woede springt hij den vijand toe. Hij scheurt, vernielt, verplettert, bedekt met bloed en slijk En zegepralend grijnst hij op's vijands trillend lijk. Refrein | Ne’er shall they tame him, the proud Flemish Lion, Even if they threaten with chains and roars his freedom. Ne’er shall he be tam’d, so long as one Fleming liveth, So long as the Lion can claw, so long as he hath teeth. Chorus: Ne’er shall he be tam’d, so long as a Fleming liveth. 𝄆 So long as the Lion can claw, so long as he hath teeth. 𝄇 Time devoureth cities, thrones ne’er shall last, Armies may topple, but a folk dieth not. By grievous danger besieg’d, the foe cometh, marching in; We laugh at his anger: there’s the Flemish Lion! Chorus For a millenium hath he fought for God, land and freedom, And yet his strength, as spry as e’er. If anyone thinketh of him feeble or taunt him, With menace and coercion shall he rear. Chorus Pardon the brutish who, sham and of faith not, Pet the Flemish Lion then batter. A single motion he seeth not; If vex’d shall he raise his manes and roar. Chorus Revenge hath come, tired of their bait; Amidst his rage, he pounceth the foe in spite Which he teareth, crusheth, killeth, covereth in mud, And in victory sneereth o’er his foe’s corpse in blood. Chorus |